# サイバードライブゾイド 機獣の戦士ヒュウ
『サイバードライブゾイド 機獣の戦士ヒュウ』（サイバードライブゾイド きじゅうのせんしヒュウ）は、トミー（現タカラトミー）より発売されたゲームボーイアドバンス用ゲームソフト。2003年7月18日発売。開発はエヌディーキューブ。

## 概要
同社の展開する玩具シリーズ「ゾイド」を題材にしたミッションクリア型ロールプレイングゲーム。
ソフト同梱の「赤外線通信アダプタ」を本体に装着すると、同時期に発売されたサイバードライブゾイドタイプを遠隔動作させる「サイバードライブシステム」を搭載している。
登場ゾイドは当時のGBAソフトとしては珍しい3DポリゴンCGを採用、ゾイドの躍動感溢れる挙動を表現している。登場するゾイドは32種類で、ゾイドシリーズ旧1期のマイナーなゾイド（ライジャーなど）が登場する反面、他のゾイドゲームでは常連で登場する人気ゾイド（コマンドウルフなど）が登場しないなど独特のラインナップとなっている。なお、ゲームスタート時に選んだプレイヤー機（サイバードライブゾイド4種から選択）を途中で変更（乗り換え）することはできない。
「通常版」とディアブロタイガーβのキット付属の「限定カラーフルセット版」の2種が発売された。

## 世界観
アニメ版やゾイドバトルストーリーとは異なる世界観であり、惑星Ziと同じ銀河系に属するが別の謎の惑星で、ゲーム発売時に展開していたバトルストーリー（ZAC2100年代）から100年後とされる。
過去の大戦で使われた軍事ゾイドは野生化し、盗賊や暴徒が人々の生活を苦しめていた。そんな中、人々を守るためにゾイドに乗る「ゾイダー」たちがギルドを結成して活躍していた。
プレイヤーはゾイダーに憧れる少年ヒュウとして、世界一のゾイダーになることを目指し相棒のゾイドと共に旅に出る。

## ゲームモード
ストーリーモード
少年ゾイダーとして、ゾイダーズギルドを通じて請け負ったジョブ（依頼）をこなしながら、自分のゾイドを強化してゆくモード。
通信バトル
育てたゾイドを使って、他のプレイヤーと対戦するモード。
ドライブゾイド
赤外線通信により、サイバードライブゾイドを操作するモード。

## システム
プレイヤーは、ギルドからのジョブ（依頼）を請負い、その報酬を使ってゾイドに装備するパーツを買い揃えて愛機を強化してゆく。
またジョブを成功させた経験によりゾイドは成長して行き、成功時に得られるZP（ゾイダーズ・ポイント）により主人公の名声が高まり、通り名を得る事でパイロットとしての能力も変化する。

### 戦闘システム
戦闘システムはシミュレーション・ゲームに近いものである。
ジョブを受諾すると「ギルドに行く」の項目が「ジョブに出かける」へ変化し、これを選ぶことで戦闘パートへと移行する。

#### 戦闘の流れ
ターゲット指定
戦う相手を指定する。
指定すると自分のゾイドは自動でターゲットの元へと向かい、アイコンが接触すると戦闘が始まる。
このとき接触した場所の地形はフィールドに反映され、互いの位置関係も戦闘開始時の位置関係に反映される。
ただし、移動の進路上でターゲットしていない敵と接触した場合はその敵に戦闘を仕掛けられる場合がある。また、接触する前にターゲットが味方ユニットとの戦闘に入った場合は指定が解除され、ターゲット選択に戻る。
対戦
上下の段を横に半分ずつずらしてマス目が配された横長のフィールドで戦う。戦闘は常に1対1である。
プレイヤーと敵は移動や兵器などのコマンドを駆使して、相手のHPを0にした方が勝者となる。
なお、戦闘は毎ターン開始時の選択でゾイド（コンピューター）に任せることもできる。
ゾイドの兵器には攻撃範囲が設定されており、敵が範囲内にいなければ攻撃は当たらない。また各マスは地形効果によって2つのパラメーター補正がかかる。
したがって、相手の動きを読み有利な位置から攻撃する戦略が重要となる。相手の行動を予測しきれば、相手の移動先に攻撃を置いておく事も可能である。
ターン開始時に双方、使用する行動を1つ選択でき、その行動の「速度」のパラメーターが軽い方から実行される。ただし、移動系の行動によって相手の攻撃をかわした場合は後述する「エクスプロイトボーナス」が発生する。
また、互いに選択した兵器が特定の組み合わせだと「ミサイルを撃ち落とす」「クロスカウンター」などの特殊行動が実行される事もある。
エクスプロイトボーナス
相手の攻撃より素早く移動して、相手兵器の攻撃範囲から逃れ空振りをさせると、ボーナスとしてターン内でもう1回行動ができる。
相手はもう行動を終了した後なので、相手の出方を心配することなく行動できる。ただし、このタイミングで選択できる行動は「反撃」性能を持つものに限定される。（「反撃」とは言っても、攻撃だけでなく移動や回復などにもついている）
なおストーリーモードで相手が使用する兵器はゾイドの種類ごとに決まっているが、対戦中には相手の攻撃範囲は確認できず、狙って活用するにはゾイドの装備や兵器それぞれの攻撃範囲を暗記している必要があるため、熟練者向けの要素といえる。
ちなみに行動選択時に相手がいない場所を狙い、そのまま空振りした場合にはボーナスは取られない。
対戦の終了
対戦者どちらかのHPが0になった時点で戦闘終了となる。勝利すればHP・エネルギー・弾薬は最大値まで回復して、パワーアップなども全て戦闘前の状態に戻る。
まだ敵が残っている場合などは、戦闘にかかった時間（ターン数）に応じて他のユニットの移動や戦闘の進行状況が処理された後に、再びターゲット指定に戻る。
ジョブの終了
敵を全滅させるか、ジョブの達成条件を満たして「ジョブを終わる」を選択すると成功となり報酬を得る。クリアしたジョブはジョブデータに登録され、登録数が規定の数に達する毎に自分のゾイドが成長して基本パラメーターが上昇する。
また、戦闘方法や敵を倒す速さなどを評価されZPが加算される。
自分のゾイドのHPが0にされたり、「犯罪者の逮捕」のようなジョブで、犯人に作戦エリアを突破されるなどジョブの達成が不可能な事態になるとジョブは失敗となる。ジョブに失敗するとペナルティとしてZPがマイナスされる。

## ゲームオリジナルの登場人物
ヒュウ（名前変更可能）
本作の主人公。
父（ゴウ）と同じくゾイダーとなるべく旅に出る事でストーリーが始まる。Chu-B（チューベー）と言うネズミに似た小型ゾイドを連れている。
幼い頃、重傷を負った時にゾイド因子を組み込まれてコアノイドとなって一命を取り留めている。
愛機は序盤にディアブロタイガーかサイクロプスのどちらかを選べる。
フレヤ
古代ゾイド人の血を引くシャーマンで、同じく古代ゾイド人であったヒュウの母の妹。
瀕死の重傷を負ったヒュウを救うべくその力を使い、その所為で長い間眠っていたが、やがて成長したヒュウに開放された。
目覚めた当初は記憶を失っていたため、ヒュウと行動を共にする事になる。
ロキ
本作におけるヒュウのライバル。
黒い幻影の通り名を持つゾイダーで、ヒュウに敵愾心を持ち、ストーリー上で何度か戦う事になる。
愛機はディアブロタイガーかサイクロプスの内、ヒュウの乗機に選ばれなかった方になる。
シュバルツバルト
ヒュウを自分の研究所に下宿させたゾイドの研究者で、ゾイドと人のコミュニケーションを可能にするZコミュニケーターを開発した。
アプリラ
シュバルツバルトの孫娘で、ヒュウの乗機の整備を担当する。
ジャン
ベアキッドの異名を持つヒュウの弟分。チビ（チビスケ）など呼ばれると怒る。
愛機は「ガンホー」と言う名のベアファイター。
ヴォルフガング・フォイアーシュタイン
ヒュウの父の弟子を名乗る男で師匠の仇を探すため、若いゾイダーを助けながら各地を放浪している。
愛機は「フォイヤーヴォルフ」と言う名のアサルトケーニッヒウルフ。
ネロ
首狩りの異名を持つゾイダーであると同時にジャンク屋と言う二足の草鞋を履いており、怪しげなパーツを見つけてはヒュウに売りつけている。
愛機は「アンダーテイカー」と言う名のジェノハイドラ。
ジャッカル
潰し屋の異名をとる凄腕のゾイダー。
愛機は「ツェアシュテーラー」と言う名のダークスパイナー。
ジョニー
史上最速の男を自称する熱血漢。
愛機は「ゴッドスピード」と言う名のライジャー。
プラタ
白銀の魔女の異名を持つ腕利きの女性ゾイダー。露出度の高い服装をしており、ヒュウから「お色気ねーちゃん」と呼ばれた。
愛機は「ラ・エスパーダ・デ・プラタ」と言う名のシュトゥルムフューラー。
エンリコ・エンリケス
自分より強いゾイダーを探していると言う大富豪。
愛機は「レオン・レイ3世（6世まで）」と呼ばれるライガーエアロ（「7世」でトリニティライガーに乗り換える）。
リヒター
天才と称されるゾイダーの一人で、女性のファンが多い。
愛機は「ドナー」と言う名のライガーゼロイクス。
カレルレン
全てのゾイドを支配しようと目論みコアノイドプロジェクトを取り仕切る科学者。